# Robert Douglas (1880–1955)
Carl Robert Douglas, född den 24 april 1880 i Konstanz, Baden, död den 26 augusti 1955, var en svensk greve, hovman och godsägare. 

## Biografi
Douglas bedrev lantbruksstudier på Bjärka-Säby, i Hohenheim, Württemberg och vid universitetet i Freiburg i Baden. Han blev innehavare av fideikommissen Langenstein 1908 och Mühlhausen 1916. Douglas blev kammarherre hos drottningen 1908. Han blev ordförande i Badische Grundherrnverein 1919, ordförande i Grundbesitzerverbund samma år, ledamot i Badensiska lantbrukskammaren 1921, ordförande där 1925, hedersdoktor vid universitetet i Heidelberg 1922, ordförande i tyska lantbrukssällskapet 1924, ledamot i tyska lantbruksrådet 1925, styrelseledamot där 1926, kurator i Kejsar-Wilhelminstitutet för biokemi 1926, i Kejsar-Wilhelminstitutet för ärftlighetsforskning 1928, styrelseledamot i Rhenska hypoteksbanken 1926, i Badensiska statsbanken 1927.
Robert Douglas var son till riksmarskalken, greve Ludvig Douglas och grevinnan Anna Ehrensvärd.I sitt andra äktenskap var han från 1938 gift med den portugisiska änkedrottningen Augusta Viktoria av Hohenzollern-Sigmaringen.